# Dialektikê. Cahiers de typologie analytique
Dialektikê. Cahiers de typologie analytique è stata una rivista scientifica di archeologia preistorica pubblicata dal 1973 al 1987. Gli articoli hanno riguardato principalmente l'archeologia preistorica, i suoi metodi (in particolare l'uso di metodi statistici) e la teoria, con particolare attenzione all'analisi tipologica delle industrie litiche. Altri articoli hanno trattato argomenti legati alla geologia, paleoclimatologia, informatica, linguistica (semantica o linguistica storica).
La rivista è stata digitalizzata nel 2019 ed è ora disponibile in rete sulle piattaforme Zenodo e Internet Archive.